# Санта-Мария, Доминго
Доминго Санта-Мария Гонсалес (исп. Domingo Santa María González; 4 августа 1825, Сантьяго, Чили — 18 июля 1889 Сантьяго, Чили) — чилийский государственный деятель, адвокат, член либеральной партии Чили. В 1881—1886 — президент Чили, министр иностранных дел и колонизации Чили в 1879, министр внутренних дел Чили в 1879—1880, министр финансов Чили в 1863—1864, председатель Сената Чили в 1888—1889.